# Alawa Leten
Alawa Leten (Alaua Leten, Alaua-Leten, Alaua de Cima, deutsch „Ober“-Alawa) ist ein osttimoresischer Suco im Verwaltungsamt Baguia (Gemeinde Baucau).

## Geographie
Vor der Gebietsreform 2015 hatte Alawa Leten eine Fläche von 7,65 km². Nun sind es 6,04 km². Der Suco liegt im Westen des Verwaltungsamts Baguia. Südlich und westlich liegt der Suco Alawa Craik, nördlich der Suco Samalari und östlich der Suco Defawasi. Der Danahine, ein Nebenfluss des Irebere, durchquert den Suco.
Die Überlandstraßen nach Baucau und Loi Ulo bilden grob die Grenze zu Alawa Craik. Eine weitere Überlandstraße führt nach Hae Coni im Westen. Über die Südwestgrenze, in den Nachbarsuco hinaus, dehnt sich Baguia, der Hauptort des Verwaltungsamts. Der Ort verfügt über eine Grundschule, zwei prä-sekundäre Schulen, ein kommunales Gesundheitszentrum und einen Hubschrauberlandeplatz. Er besteht aus mehreren einzelnen Ortsteilen. Auf Seiten von Alawa Leten sind dies Alaua 1, Alaua 2, Maurubi-assa Ost und West (Maurubiassa). Im Nordwesten liegt das Dorf Ae-Afa (Aiafa) und im Südosten die Dörfer Alaua und Afaguia (Afguia).
Der Ort Alawa Leten liegt im Westen des Sucos, auf einer Meereshöhe von 81 m und verteilt sich auf die Sucos Alawa Leten und Alawa Craik. Hier befindet sich eine Grundschule. Zwei Kilometer nördlich von Baguia liegen die Ruinen der Schule Escola do Reino de Haudere, einer der Pinto-Correia-Schulen. Nach dem Zweiten Weltkrieg zerfiel sie, so dass heute nur noch die Mauern stehen. 
Im Suco befinden sich die fünf Aldeias Ae-Afa, Alaua, Bibilalari, Maurubi-Assa und Selibere.

## Einwohner
In Alawa Leten leben 985 Einwohner (2022), davon sind 497 Männer und 488 Frauen. Im Suco gibt es 177 Haushalte. Über 90 % der Einwohner geben Makasae als ihre Muttersprache an. Über 5 % sprechen Tetum Prasa.

## Politik
Bei den Wahlen von 2004/2005 wurde Aleixo Atanasio Simões zum Chefe de Suco gewählt und 2009 in seinem Amt bestätigt. Bei den Wahlen 2016 gewann Zeferino Joaquim Ximenes und wurde 2023 in seinem Amt bestätigt.
2023 wurden als Chefe de Aldeias gewählt: Fernando Castro Simões (Ae-Afa), Paul António Guterres (Alaua), Tiago Sarmento (Bibilalari), Martinha Mendes (Maurubi-Assa) und António Aparicio Soares (Selibere).

## Persönlichkeiten
- David Ximenes (* 1953), Politiker